# Dorothy Yost
Dorothy Yost (* 25. April 1899 in St. Louis, Missouri; † 10. Juni 1967 in Monrovia, Kalifornien) war eine US-amerikanische Drehbuchautorin.

## Leben
Dorothy Yost wuchs in einer Familie von Autoren auf und verfasste bereits in jungen Jahren erste eigene Geschichten. Als Privatsekretärin ihres Vaters, der als Chefredakteur der Daily News und des Dependent in Santa Barbara, Kalifornien, tätig war, sammelte sie als Jugendliche erste berufliche Erfahrungen. Nebenbei nahm sie Schauspiel- und Theaterkurse und trat bisweilen in Theaterstücken auf. Im Jahr 1915 ging sie nach Los Angeles, um dort an einem Sekretärinnenkurs teilzunehmen. Bis Dezember 1917 arbeitete sie als Sekretärin bei einem Unternehmen, das Safes herstellte. Anschließend war sie als Assistentin eines Drehbuchschreibers bei der Triangle Film Corporation angestellt. Schon nach kurzer Zeit wurde sie befördert und war für die Begutachtung und das Aufpeppen von Drehbüchern zuständig. Unter der Aufsicht und mit der Unterstützung des Filmeditors Julian Johnson begann sie schon bald, eigene Drehbücher zu schreiben.
Zunächst war sie als eigenständige Autorin hauptsächlich für die Fox Film Corporation tätig, wo sie vor allem an Stummfilmen mit der Schauspielerin Shirley Mason beteiligt war. Für Cinderella of the Hills mit Barbara La Marr adaptierte Yost 1921 den Roman Little Fiddler of the Ozarks von J. Breckenridge Ellis. 1922 folgte eine Zusammenarbeit mit Regisseur John Ford für das Filmdrama Little Miss Smiles, in dem Shirley Mason die Hauptrolle spielte. Für Rin-Tin-Tin als Lebensretter (1927) von Warner Bros. schrieb Yost zusammen mit Edward Clark das Drehbuch. Die Los Angeles Times bezeichnete sie seinerzeit als jüngste und erfolgreichste Drehbuchautorin Hollywoods.
Mitte der 1930er Jahre arbeitete Yost mehrfach für RKO Pictures, wo sie unter anderem Drehbücher für die Astaire-und-Rogers-Filme Tanz mit mir! (1934) und The Story of Vernon and Irene Castle (1939) verfasste. Auch das Skript für George Stevens’ Filmkomödie Alice Adams (1935) mit Katharine Hepburn und Fred MacMurray zählt zu ihren Arbeiten. Im Jahr 1937 veröffentlichte sie ihren Roman Prodigal Lover.
Dorothy Yost war mit dem Autor Dwight Cummings verheiratet. Ihr Bruder Robert Yost war ebenfalls Drehbuchautor. Sie starb 1967 im Alter von 68 Jahren in Monrovia, Kalifornien.

## Filmografie (Auswahl)
- 1920: Flames of the Flesh
- 1921: One Man in a Million
- 1921: Cinderella of the Hills
- 1922: Little Miss Smiles
- 1923: When Odds Are Even
- 1923: Kentucky Days
- 1924: Romance Ranch
- 1924: My Husband’s Wives
- 1925: The Hunted Woman
- 1925: Marriage in Transit
- 1926: Der Hund von Huxville (Wings of the Storm)
- 1927: Rin-Tin-Tin als Lebensretter (Hills of Kentucky)
- 1927: Little Mickey Grogan
- 1928: Wallflowers
- 1928: Freckles
- 1928: The Devil’s Trademark
- 1930: The Sea Bat
- 1930: What Men Want
- 1933: Hello, Everybody!
- 1934: Tanz mit mir! (The Gay Divorcee)
- 1935: Laddie
- 1935: Alice Adams
- 1936: Marine gegen Liebeskummer (Follow the Fleet)
- 1936: Bunker Bean
- 1936: Swing Time
- 1936: That Girl from Paris
- 1937: Ein Faible für Pferde (Racing Lady)
- 1937: Too Many Wives
- 1937: There Goes the Groom
- 1939: Four Girls in White
- 1939: The Story of Vernon and Irene Castle
- 1939: Erpressung (Blackmail)
- 1939: Bad Little Angel
- 1940: Forty Little Mothers
- 1940: Sporting Blood
- 1941: Blüten im Staub (Blossoms in the Dust)
- 1945: Thunderhead – der vierbeinige Teufel (Thunderhead, Son of Flicka)
- 1946: Smoky, König der Prärie (Smoky)
- 1948: The Strawberry Roan
- 1948: Geladene Pistolen (Loaded Pistols)
- 1949: Raubkatze (The Big Cat)
- 1949: The Cowboy and the Indians
- 1953: Saginaw Trail
- 1954: Annie Oakley (TV-Serie, eine Folge)